# Avatár – Aang legendája
Az Avatár – Aang legendája (egyes régiókban: Avatar: The Legend of Aang; eredeti cím: Avatar: The Last Airbender) amerikai televíziós rajzfilmsorozat, amelyet a Nickelodeon kábelcsatornán és a TV2 országos sugárzású kereskedelmi csatornán vetítenek, és Emmy-díjra jelölték. A történet a legújabb avatár, Aang és barátainak útját követi végig, akiknek az a küldetése, hogy megmentsék a világot a kegyetlen tűz népétől.
A sorozatot az Egyesült Államokban eredetileg 2004 novemberében kezdték volna el vetíteni, ehelyett a premier 2005. február 21-én volt. A műsor megjelent DVD-n is, és letölthető az iTunes Store-ból és az Xbox Live Marketplace-ről. Michael Dante DiMartino és Bryan Konietzko a sorozat készítői és producerei. A műsornak nagy nézettsége van, még a 6-11 éves korú célközönségen kívül is. A sorozat népszerű a nézők és a kritikusok körében is, a legnépszerűbb epizód 4,4 millió nézőt vonzott a képernyők elé. A sorozat 1. évada be került a SkyShowtime kínálatába 2023. május 2-án.
Az angol logó felett a 降卋(世)神通 (pinjin: Jiàngshì Shéntōng, magyaros átírásban: csiangsi sentung) kínai karakterek láthatóak, melyek jelentése: „Az isteni médium, aki leszállt a halandó világba”.

## Ismertető
Az első rész bevezetője, amely által betekintést nyerhetünk a sorozatba:

„"Víz, Föld, Tűz, Levegő... A nagymamám sokat mesélt a régi időkből, amikor béke volt. Amikor az avatár fogta össze a Víz Törzseit, a Föld Királyságát, a Tűz Népét és a Levegő Nomádjait. De minden megváltozott, amikor a Tűz Népe támadást indított. Csak az avatár képes bánni mind a négy elemmel, csak ő képes megállítani a kegyetlen tűzidomárokat. Ám amikor a legnagyobb szükség volt rá, ő eltűnt. Azóta 100 év telt el, és a Tűz Népe egyre közelebb kerül a győzelemhez. Két éve az apám, a törzsem harcosaival együtt a Föld Királyságába utazott segíteni. A bátyám és én gondoskodunk most a törzsről. Egyesek úgy hiszik, hogy az avatár nem született újjá a Levegő Nomádjai között. De én nem vesztettem el a reményt, én hiszem, hogy az avatár vissza fog térni, hogy megmentse a világot."”

– Katara

„Víz, föld, tűz, levegő...
Réges-régen a négy nép békében élt együtt, de minden megváltozott, amikor a tűz népe támadást indított. Csak az avatár, a négy elem mestere képes megállítani őket. Ám amikor a legnagyobb szükség volt rá, ő eltűnt. Azóta 100 év telt el, és a bátyámmal megtaláltuk az új avatárt, egy Aang nevű levegőidomárt. Neki páratlan képességei ellenére is sokat kell még tanulnia, mielőtt bárkit megmenthetne.
De én hiszem, hogy Aang megmentheti a világot!...”

– Katara

## Cselekmény
|  | Alább a cselekmény részletei következnek! |

Több mint egy évszázaddal, a sorozat eseményei előtt, Sozin, a Tűz Ura háborút tervezett, hogy bővítse a nemzetét, valamint annak területét és befolyását. A Tűz Nemzetében született, Roku Avatár, azonban megakadályozta a viaskodást. Halála után, az új Avatár, egy Aang nevű Légidomárként reinkarnálódott. Mivel még gyermek volt, a Tűz Ura újra fontolgatni kezdte a harci terveit. Tizenkét éves korában, Sozin fenyegetése miatt, Aang megtudta hogy ő az Avatár. Megrettenve a kötelességeitől, és hogy elszakítják mentorától, Gyatsótól, repülőbölényével Appával, megszökött. A viharos időben, az óceánba zuhantak, és belépve az Avatár állapotba, Aang befagyasztotta magát és segédállatát. Sozin tudta, hogy az új Avatár, Légidomárként született, ezért kiírtotta a népet, és folytatta gazságait.
Száz évvel később, a Tűz Népe, még mindig folytatja a háborút a többi nemzettel szemben. Katara, a Déli Víz Törzsének utolsó Vízidomára, és bátyja, Sokka, megtalálja és kiszabadítja Aangot, és Appát a jégtömbből. A fiú megtudja hogy dúl a háború, a testvérek pedig úgy döntenek, csatlakoznak hozzá, hogy elmenjenek az Északi Víz Törzsébe, azért mert Aangnak és Katarának Vízidomítást kell tanulniuk. Az Avatár visszatéréséről, a Tűz Urának, Ozainak, a száműzött fia, Zuko herceg, Iroh nagybátyjával együtt, tudomást szerez. Csak akkor térhet haza a birodalomba, ha elfogja az Avatárt, azzal visszaállítja a becsületét. Zhao, a Tűz Népének admirálisa is követi a herceget, remélve hogy az elfogja Aangot, és ő learathatja a babérokat. Az Északi Sark felé tartva, Aang megtudja, hogy a Levegőidomárokat megölték, amikor a Déli Levegő Templom romjait látogatják meg. A téli napforduló alatt, találkozik elődje, Roku szellemével, és elfogadja a felelősségét. Északra érkezve, Katara és Aang megtanulja a fejlett vízidomítást Pakku mestertől, Sokka pedig beleszeret a törzsfőnök lányába, Yue hercegnőbe. Zhao elkezdi ostromát Észak ellen, és a hold szellemének halandó formáját foglyul ejti. Miután végzett a holdszellemmel, a Vízidomárok megfosztatnak képességeiktől. Aang azonban az óceán szellemének segítségével, letarolja az ellenséges flottát, eközben Yue hercegnő életét áldozza a holdszellem újjáélesztésére. Amikor Ozai meghallja Iroh ellenállását az ostromban odaveszett Zhaoval szemben, lányát, Azulát küldi érte és Zukoért.
Az Északi Víz Törzséből való távozás után, Katara folytatja Aang tanítását, miközben a csapat egy Földidomár tanárt keres. Találkoznak egy cserfes kislánnyal, Toph Beifonggal, a vak bandita néven ismert, földidomárral. A lány függetlenséget akar, felsőbbrendű családjától, ezért elszökik, hogy Aangot tanítsa. Az Azula által üldözött, Zuko és Iroh új életet kezdett a Föld Királyságának városában, Ba Sing-Se-be telepedve, menekültekként. A Wan Shi Tong nevű bagolyszellem által őrzött könyvtárban, Aang és a többiek megtudják, hogy a küszöbön álló napfogyatkozás miatt, Sozin üstököse előtt, legyőzhetik a tűz urát. Az üstökös ugyanis, bámulatos és veszélyes erővel ruházhatja fel, a háborús népet. A csapat, Ba Sing Se felé utazik, hogy tájékoztassák a Föld Királyát az információról. Azonban a városban, egy manipulált királyt találnak, akit a tanácsosa, Long Feng és emberei, a Dai Li irányít. Aangék leleplezik a zsarnok tanácsadót. Eközben elrabolják Toph-ot, hogy hazavigyék, de az megmenekül a fémhajlítás megtanulásával. A Dai Li, Long Fenget elárulva csatlakozik Azulához, és beveszik a várost. Zuko elárulja nagybátyját, és húga mellé áll. Az ókori város alatti katakombákban való szembeszállás során, Azula majdnem megölte Aangot, arra kényszerítve őket, hogy hagyják el, a Tűz Népe által megszállt Ba Sing Se-t.
A kómából felébredt Aang megtudja, hogy barátai és szövetségesei arra készülnek, hogy napfogyatkozás idején bejussanak a Tűz Népének fővárosába. Az invázió eleinte sikeres, de nem találják meg Ozai-t, és visszavonulásra kényszerülnek. Zuko tudomást szerez apja azon szándékáról, hogy Sozin üstökösének erejével elpusztítja a Föld Királyságát, ezért régi döntését megbánva, elhagyja a Tűz Népét, hogy csatlakozzon az Avatárhoz és megtanítsa neki a tűzidomítást. Aang azonban viaskodik magában, mert nem akarja megölni a Tűz Urát, még a háború érdekében sem. Konzultál elődjei szellemével, eközben Katara és a többiek találkoznak Iroh-val, aki a Fehér Lótusz Rendjének nevezett titkos társaságot vezeti. Felszabadítják Ba Sing Se-t. Miközben, Sokka, Toph és Suki megtámadják a Tűz Népének léghajóit, Zuko és Katara szembeszállnak Azulával, hogy megakadályozzák hogy ő váljon az új uralkodóvá. Az üstökös megérkezésekor, Aang megküzd Ozai-al, és belépve az Avatár állapotba, megfosztja a Tűz idomítástól. Zukot megkoronázzák az új Tűz Urának, és Aanggal együtt bejelentik, hogy a háborúnak vége, ezzel békét teremtve a világban.
|  | Itt a vége a cselekmény részletezésének! |

## Epizódok
A sorozat úgy kerül bemutatásra, mint egy könyvsorozat, az évadok jelentik a könyveket, az egyes epizódok pedig a fejezeteket.
Az első évad sikere után a Nickelodeon megrendelte a második és harmadik évadot. A harmadik évad 21 epizódot tartalmaz a megszokott húsz helyett, a befejezés a 18., 19., 20. és 21. epizódokból áll.
| Évad | Évad | Epizódok | Eredeti sugárzás     | Eredeti sugárzás  |
| Évad | Évad | Epizódok | Évadpremier          | Évadfinálé        |
| ---- | ---- | -------- | -------------------- | ----------------- |
|      | 1.   | 20       | 2005. február 21.    | 2005. december 2. |
|      | 2.   | 20       | 2006. március 17.    | 2006. december 1. |
|      | 3.   | 21       | 2007. szeptember 21. | 2008. július 19.  |

## Szereplők
| Szereplő             | Eredeti hang                                       | Magyar hang                                                    |
| -------------------- | -------------------------------------------------- | -------------------------------------------------------------- |
| Aang                 | Zach Tyler Eisen                                   | Szalay Csongor                                                 |
| Katara               | Mae Whitman                                        | Roatis Andrea                                                  |
| Sokka                | Jack Desena                                        | Bódy Gergely (1x01-3x09. rész) Kováts Dániel (3x10-3x21. rész) |
| Toph Beifong         | Jessie Flower                                      | Zsigmond Tamara                                                |
| Zuko herceg          | Dante Basco                                        | Kossuth Gábor                                                  |
| Iroh bácsi           | Mako Iwamatsu (1-2. könyv) Greg Baldwin (3. könyv) | Cs. Németh Lajos                                               |
| Zhao tengernagy      | Jason Isaacs                                       | Kapácsy Miklós                                                 |
| Ozai, a Tűz Ura      | Mark Hamill                                        | Papucsek Vilmos Petridisz Hrisztosz (1x20. rész)               |
| Azula                | Grey DeLisle                                       | Solecki Janka                                                  |
| Ty Lee               | Olivia Hack                                        | Kiss Virág                                                     |
| Mai                  | Cricket Leigh                                      | Huszárik Kata                                                  |
| Suki                 | Jennie Kwan                                        | Pap Katalin                                                    |
| Bato                 | Richard McGonagle                                  | Fekete Zoltán (1. könyv)                                       |
| Bumi király          | André Sogliuzzo                                    | Rudas István                                                   |
| Pakku mester         | Victor Brandt                                      | Gruber Hugó                                                    |
| Kuei, a Föld Királya | Phil LaMarr                                        | Seder Gábor                                                    |
| Villám (Jet)         | Crawford Wilson                                    | Molnár Levente (1. könyv) Pálmai Szabolcs (2. könyv)           |
| June                 | Jennifer Hale                                      | Dögei Éva (1. könyv) Simon Dóra (3. könyv)                     |
| Roku avatár          | James Garrett                                      | Végh Ferenc                                                    |
| Kyoshi avatár        | Jennifer Hale                                      | Szabó Gertrúd                                                  |

## Magyar változat
A magyar változat a Laborfilm Szinkronstúdióban készült.
- Magyar szöveg: Dudik Annamária Éva, Krajcsi Judit
- Hangmérnök és vágó: Hegyessy Ákos, Papp Zoltán István
- Gyártásvezető: Pesti Zsuzsanna, Szőke Szilvia
- Szinkronrendező: Gaál Erika
- Produkciós vezető: Legény Judit

## A film
2010 nyarán került bemutatásra M. Night Shyamalan Az utolsó léghajlító (The Last Airbender) című filmje, mely főként az első könyvet, a Víz könyvének cselekményét dolgozza fel.